# 노고봉산성과 애기바위산성
노고봉산성과 애기바위산성(老姑峰山城과 애기바위山城)은 세종특별자치시 부강면 등곡리에 있는 산성이다. 2014년 9월 30일 세종특별자치시의 향토문화유산 제59호로 지정되었다.

## 개요
노고봉산성(老姑峰山城)은 세종시 부강면 등곡리와 문곡리 경계의 노고봉(해발 306m)에 위치하고 있으며, 애기바위산성은 노고봉으로부터 남서쪽으로 약 370m 떨어진 정상부(해발 291m)에 있는데, 두 성 모두 산 정상부에 돌을 쌓아 만든 성이다.
노고봉산성이 자리하고 있는 노고봉 정상에서 남쪽으로 약 1.4km 떨어진 곳에 화봉산성(華峰山城, 세종특별자치시 향토문화유산 제58호)이 있으며, 약 2.4km 북서쪽에는 복두산성(幞頭山城, 세종특별자치시 향토문화유산 제57호)이 있다.
노고봉산성은 둘레 194m의 소규모 산성이지만 인근지역에 밀집되어 있는 산성 중 가장 높은 곳에 위치하고 있어 주변지역을 살피기 좋으며, 성에 이르는 길이 험해 적군이 공격하기 어려운 전략적 요충지에 자리하고 있다. 노고봉산성은 북쪽이 높고 남쪽이 낮은 지형에 동-서 방향의 능선을 따라 만들어져 동-서 방향 길이가 약 70m, 남-북 방향 길이가 약 42m이며, 성의 서쪽이 좁고 동쪽은 넓은 형태이다. 지형적으로 접근이 어려운 북쪽성벽은 가공된 돌을 수평눈금으로 맞추어서 쌓았으나 남쪽 성벽의 경우 큰 돌을 깬 후 깍지 않고 불규칙하게 쌓은 모습으로 본래 북쪽 성벽과 같은 형태로 쌓았으나 적군의 공격으로 무너지자 급하게 다시 만든 것으로 보인다.
애기바위산성은 동-서 방향의 능선에 남-북 방향으로 길게 형성된 자연암반을 이용해 만든 성으로 지세가 험해 방어하기 좋은 곳에 자리하고 있으며, 서쪽으로 약 1.45km 떨어진 곳에 성산성(城山城, 세종특별자치시 향토문화유산 제54호)을 내려 보고 있다. 애기바위산성의 성벽 둘레는 약 124m로 가공된 돌을 수평눈금으로 맞추어 만들었으며, 일부분은 성벽의 바깥쪽에 한 겹을 더 쌓은 곳도 있다. 적군을 방어하기 용이하도록 만든 평탄지(平坦)地)와 해자(垓字)를 성벽 아래에 만든 것이 관찰된다.
노고봉산성과 애기바위산성 두 곳 모두 삼국시대에 만들어진 것으로 보이는 토기의 부분들이 수습(收拾)되고 있어 성을 쌓고 사용하던 시기를 짐작하게 한다.